# ممر رونسفال

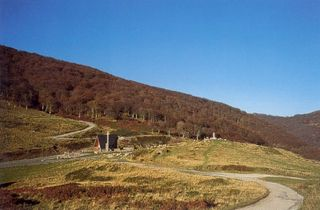
ممر رونسفال

ممر رونسفال أو برت شيزروا أو باب الشزرى (بالإسبانية: Puerto de Ibañeta)‏ هو ممر جبلي ارتفاعه 1057 م يقع في إسبانيا في جبال البرانس بالقرب من الحدود بين فرنسا وإسبانيا.

## معرض صور

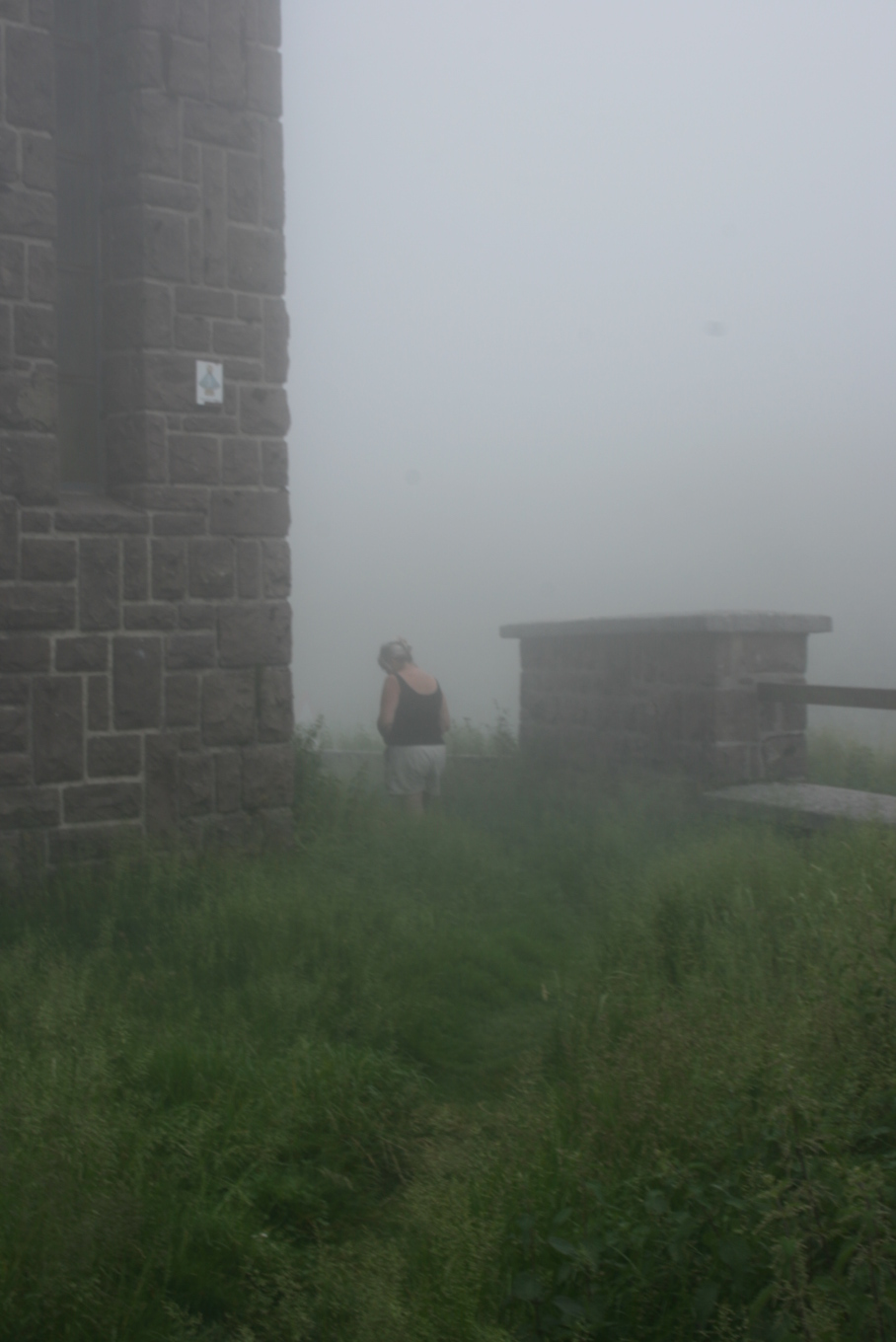
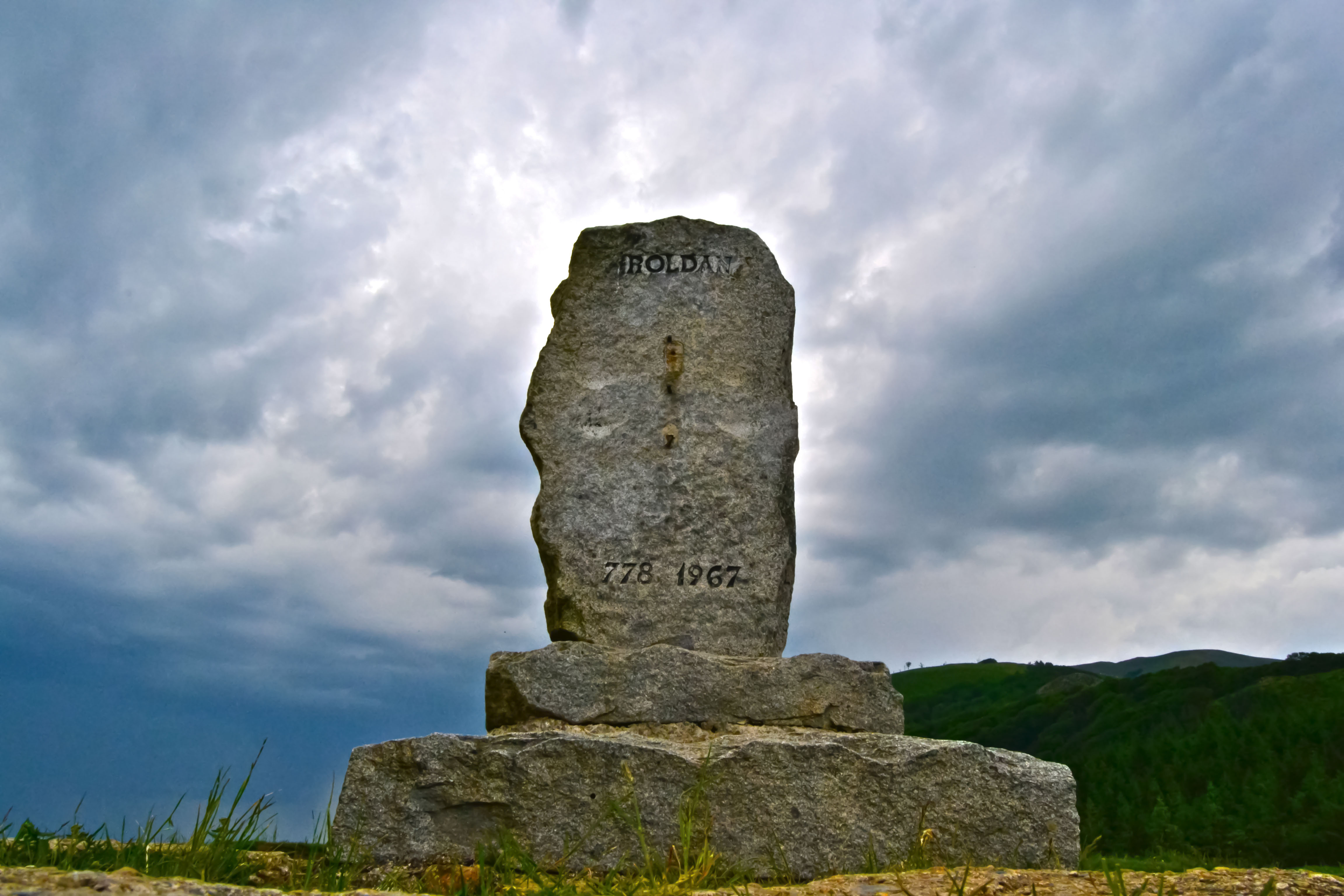
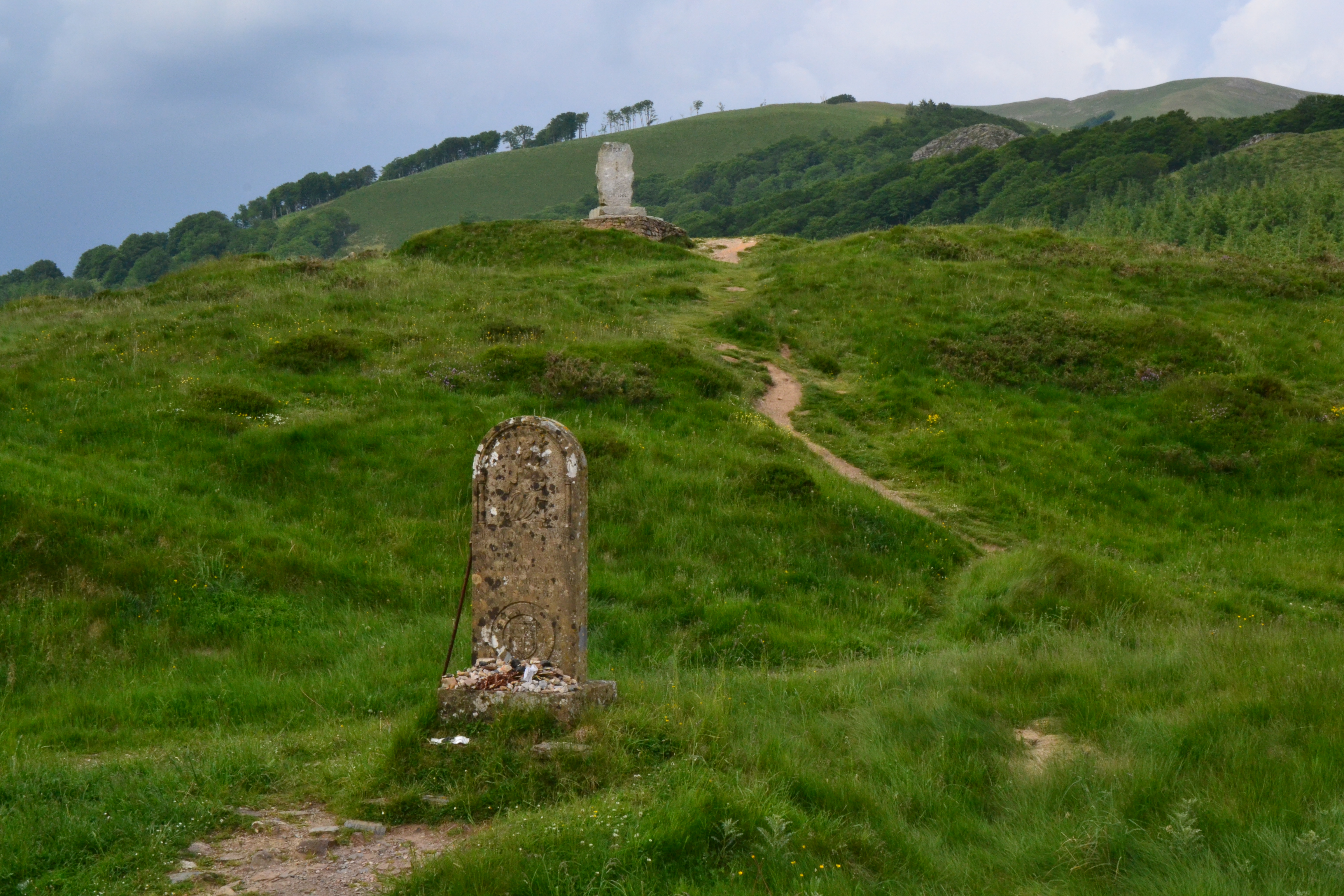
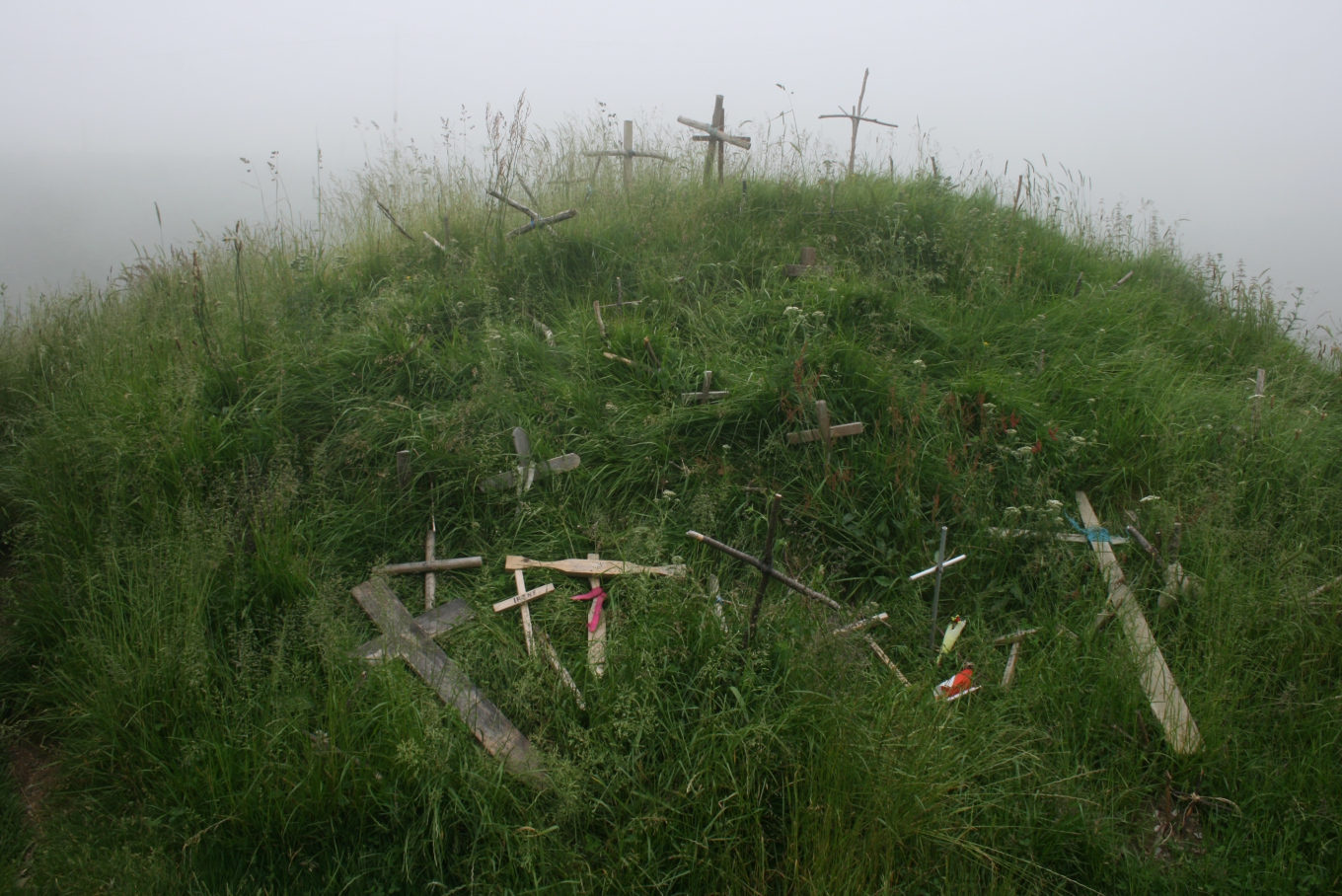